# Rösler & Jauernig
Rösler & Jauernig byl rakousko-uherský prodejce a výrobce jízdních kol, motocyklů a automobilů sídlící v Ústí nad Labem.

## Historie firmy
Společnost byla založena v roce 1896 v Ústí nad Labem. Později byl k názvu přidán ještě dodatek Fahrrad- und Motorfahrzeug-Fabrik a od roku 1906 Fahrrad-, Motorrad- und Motorwagenfabrik. Firma prodávala osobní automobily výrobců jako například Adler, Clément-Bayard, Darracq, De Dietrich, De Dion-Bouton, Gardner-Serpollet, Georges Richard, Gobron-Brillié, Mercedes, NAG, Panhard & Levassor, Peugeot, Renault a Rochet-Schneider.
Ve 20. století začala nejprve s výrobou jízdních kol, od roku 1902 produkovala vlastní motocykly.. Od roku 1904 nebo 1906 vyráběla vlastní malé automobily, nesoucí značku 'Rösler & Jauernig. Vyvážela je i do Německa. V té době vlastnili továrnu Emil a Rudolf Fehresovi. Zaměstnávali 70 až 90 pracovníků. Výroba automobilů skončila v roce 1908. Ještě v roce 1926 bylo v Československu registrováno k provozu šest vozů této značky.

## Automobily
Továrna vyráběla malé automobily. První typ poháněl motor s výkonem 3,5 k. Vůz měl hmotnost 240 kg. Cena byla stanovena na 3000 korun. Větší typ měl motor s výkonem 6 koní, vážil 300 kg a stál 4500 korun.